# (887) Alinda
Pour les articles homonymes, voir Alinda (homonymie).
(887) Alinda est un astéroïde découvert par Max Wolf le 3 janvier 1918. Il est du type Amor c'est-à-dire qu'il frôle l'orbite de la Terre par l'extérieur sans la couper et aréocroiseur car il coupe l'orbite de Mars (1,52 ua).
Il est nommé en référence à Alinda, cité antique de Carie (Turquie actuelle).
Le groupe d'Alinda, constituant un groupe d'astéroïdes, est nommé d'après (887) Alinda.